# Schutterij (folklore)
De folkloristische schutterijen, schuttersgilden en schutbroederschappen zijn ontstaan uit de historische schutterijen. Ze hebben tegenwoordig vooral een sociale, culturele en toeristische functie. Hierbij is vooral het vendelen en het schieten bekend.

## Algemeen
Ze houden verschillende keren per jaar een optocht en schieten met historische wapens als haakbus of musket. Afhankelijk van de regio worden er andere schietdisciplines beoefend. Al eeuwenlang is een vaste activiteit van elke schutterij het koningsvogelschieten. Hierbij wordt op een houten vogel geschoten, die boven op een paal bevestigd is. Degene die het laatste restje hout wegschiet is een jaar lang koning der schutterij. Schiet men drie keer achter elkaar de vogel af, dan wordt men keizer. Veel schuttersgilden zijn nauw verbonden aan een kerk of parochie, daarom dat het meelopen in de jaarlijkse processie ook vaak een vaste activiteit is. De band met kerk blijkt ook uit de gildenamen: veel schutterijen zijn vernoemd naar heiligen. De Romeinse soldaat Sint Sebastianus is beschermheilige van (boog-)schutters en hierdoor de meestvoorkomende naamgever. Ook Sint Martinus, Sint Joris (beide Romeins soldaat) en Sint Hubertus zijn populaire namen.
Het schutterswezen in Nederland en België leeft vooral in Belgisch en Nederlands Limburg, Noord-Brabant, Zeeland en in het zuiden en oosten van Gelderland. Zo is bijvoorbeeld de schutterij van Geertruidenberg regelmatig actief om belangstellenden te laten zien hoe het er rond 1600 aan toe ging bij de kanonnen op de vestingwerken. Getooid in traditionele kledij geven de leden demonstraties met kanonnen. Didam telt zeven schutterijen en is daarmee in Nederland de plaats met de meeste schutterijen.

## Geschiedenis

### Het ontstaan van schuttersgilden
De schuttersgilden vinden hun oorsprong in de middeleeuwen en hadden als taak lokaal hun dorp of stad te beschermen en de orde en veiligheid van de burgers te bewaken en op te treden bij opstanden, oproer en calamiteiten zoals brand. De oorspronkelijke rol van deze vroege ordedienst is aldus enigszins vergelijkbaar met die van de tegenwoordige politie. De eerste gilden zijn al ergens rond 1100-1200 gestart zoals het Gilde der Colveniers. Maar vooral in de 14e eeuw ontstaan ze in de steden en in de 16e eeuw verspreidt het fenomeen zich ook over het platteland. Uit deze tijd stammen jaarlijkse gebruiken als het begeleiden van processies, het koningsvogelschieten en het schuttersmaal. Het gebruik van militaire rangen komt al in de 17e eeuw voor. Zo werd de leider 'capiteijn' genoemd, vergelijkbaar met de huidige voorzitter. Zijn linkerhand is de 'leutenant' en verder is er een 'vaendraeger'. In deze tijd zijn schuttersgilden nauw verbonden met het lokale (stads-) bestuur en vervullen ze militaire en/of politietaken. Ook werd er geregeld door de schutters geoefend met wapens als kruisbogen, geweren en kanonnen bij de zogenaamde 'doelen', meestal op of net buiten de stadswallen.
De termen van bijvoorbeeld 'capiteijn' en 'leutenant' zijn bij sommige regio's in de loop der tijd aangepast want je hebt ook de termen Hoofdman (De hoogste functie binnen de geüniformeerden leden/broeders) en de commandant (overig ook militair)

### 18e en 19e eeuw, schuttersverenigingen
In de 18e eeuw verwerden de schutterijen steeds meer tot gezelligheidsverenigingen en schoten de ordehandhaving en beveiligingstaken er vaak bij in. De Franse bezetters hieven de schutterijen op en de beveiliging werd op nationaal niveau door het leger en op lokaal niveau door de gendarmerie, een soortement vroeg politiekorps, overgenomen. Na het vertrek van de Fransen werden de historische schuttersgilden weer heropgericht maar de militaire en beveiligingstaken bleven in handen van de steeds professioneler  georganiseerde politie en het landelijke leger.
In de loop van de 19e eeuw is een verder onderscheid ontstaan tussen de uit de middeleeuwen stammende lokale milities / broederschappen en de steeds meer nationaler georganiseerde politie, leger en de na de Franse tijd opgerichte dienstdoende en rustende schutterijen die de ordehandhavende en militaire taken van de oude schutterijen hadden overgenomen. De schutterijen (die nog nauw verbonden waren aan de plaatselijke kerk, bevolking en tradities) werden in deze periode nog meer een gezelligheidsvereniging. Ook het schieten werd meer en meer een sport. In deze periode zijn schutterijen zich onderling gaan meten op zogenaamde schuttersfeesten. Zo gaat het OLS terug tot 1876. Er wordt gestreden in verschillende wedstrijden, zo schiet elke koning mee om koning der koningen te worden. Tijdens deze opleving werden in veel plaatsen schutterijen (her-)opgericht.

### 20e eeuw schuttersfeesten
In het begin van de 20e eeuw zijn schutterijen zich, mede door de schuttersfeesten waar vele schutterijen samenkwamen, uniformer gaan kleden voor een beter onderling onderscheid. Aanvankelijk ging men het gebruikelijke zondagse pak aanvullen met dezelfde petten of sjerpen. In Limburg ging men steeds vaker (min of meer historische) militaire uniformen dragen, in de overige provincies vaak historische gildekleding. In deze periode zijn veel bonden opgericht, waarin de gilden zich verenigden, om de wildgroei van schuttersfeesten aan banden te leggen. Zo is de OLS-Federatie opgericht in 1937.
In de tweede helft van de 20e eeuw zijn drumbands / muziekkorpsen en soms ook majorettenkorpsen toegevoegd aan de schutterijen. Ook mochten vrouwen bij steeds meer gilden lid worden, bijvoorbeeld als marketentsters of 'soetelaarster'. Schieten mochten vrouwen lange tijd niet, daarom is het Limburgs Dames Schuttersfeest (LDS, als tegenhanger van het OLS) opgericht. Sinds 2001 mogen vrouwen wel meeschieten op het OLS. 
In vooral Noord-Brabant is het ongeveer hetzelfde gebleven met de muziek want er zijn daar vaak alleen maar tamboers en bazuinblazers. Soms zijn er ook 'pauken' hierbij is het gewoon een gildetrom waar ze Mallet (stok voor slagwerk)

## Oud Limburgs Schuttersfeest
Het Oud Limburgs Schuttersfeest (OLS) is een jaarlijks evenement waarbij zo'n 160 schutterijen uit Belgisch en Nederlands Limburg het tegen elkaar opnemen. De winnaar van de schietwedstrijd mag het evenement het jaar daarop organiseren. De reeks van winnaars/organisatoren gaat terug tot 1876 in Kessenich. Vanaf 1906 wordt gesproken van een "Oud Limburgs Schuttersfeest". In 1937 werd de OLS-Federatie, als overkoepelend orgaan, opgericht. Zij zet zich, naast de continuïteit van het OLS, in voor het Limburgse Schutterswezen in het algemeen.
De winnaar van D'n Ouwe Limburger wint ook "D'n Um". Deze trofee is door de Regionale Omroep Zuid in het leven geroepen, naar aanleiding van de veelgehoorde uitspraak na het behalen van de overwinning: "veer hubbe um". Het winnen van het OLS is net zo belangrijk voor een vereniging, als de koningstitel voor een schutter zelf is.

## De Noord-Brabantse Federatie van Schuttersgilden
In Noord-brabant zijn er verschillende kringen die staan verder onderaan deze pagina. De NBFS (De Noord-Brabantse Federatie van Schuttersgilden) heeft zo ongeveer 270 gilden verspreid over 6 regio's. Hier wordt ieder jaar een federatief toernooi gehouden (alle kringen) en iedere kring regelt hun eigen wedstrijden. meestal is dit ook een keer per jaar.
In Noord-Brabant is wipschieten de meest bekende vorm van schieten dit doen ze met flobert geweren, dit is een soort kruising van luchtbuks en een jachtgeweer. Ze doen ook veel (vooral voor de jeugd) met een luchtbuks schieten. een aantal gilden hebben ook kruisbogen.
Hier zijn er altijd veel prijzen te vallen, je kan de algemene prijs winnen. De algemene prijs is voor uniformiteit en de optocht. En veel andere soorten wedstrijden zijn: vendelen, trommen, bazuinblazen, geweerschieten, koningsschieten, kruisboogschieten. 
vanuit deze wedstrijden zijn er variaties, je hebt bijvoorbeeld bij het vendelen, trommen en bazuinblazen in een groep en individueel (en verschillende prijzen per aantal deelnemers in de groep). bij het (kruisboog)schieten heb je kampioen (individueel) en korps (viertal).

## Europees Schutterstreffen
Niet alleen in Nederland en België bestaan schutterijen, maar in heel Europa. Met name Duitsland kent vele schuttersgilden. Zelfs in Zweden, Polen, Oekraïne, Tsjechië, Oostenrijk, Italië en Frankrijk komen schutterijen voor. Elke drie jaar vindt er een "Europees Schutterstreffen" (EST) plaats, per toerbeurt in een van de regio's. De eerste editie vond plaats in Aken in 1975, voor de tweede editie was de beurt aan Nijmegen in 1977. Hierna vond het EST nog vier keer in Nederland plaats: 1982 in Eindhoven, 1989 in Valkenburg, 1996 in Haaksbergen en 2006 in Bernheeze. Op zondag 26 augustus 2012 vond het plaats in Tuchola, Polen. In 2015 was Peine in Duitsland aan de beurt en in 2018 zijn de schutterijen van de gemeente Leudal (Limburg) de organisatoren. De Brabantse Opmars is, naast de optocht en de koning der koningen, een vast onderdeel van dit feest. In 2021 zal de Koninklijke en Graaflijke Handbooggilde St Sebastiaan "de Eendracht van Ooidonk" en de stad Deinze de organisatie op zich nemen voor het organiseren van het EST Deinze 2021.

### Regio's
De Europese Gemeenschap voor historische Schuttersgilden (EGS) is onderverdeeld in vijf regio's.
- Regio 1: Noord- en Midden Duitsland (ten noorden van Mainz), 1.927 schuttersgilden
- Regio 2: Zuid-Duitsland, Oostenrijk, Zwitserland, Italië en Slovenië, 13 gilden
- Regio 3: Nederland, Denemarken en Zweden, 450 gilden
- Regio 4: België en Frankrijk, 183 gilden
- Regio 5: Polen, Oekraïne en Tsjechië, 129 gilden

## Schuttersbonden

### Limburg
De Oud Limburgse Schuttersfederatie bestaat uit tien bonden, verdeeld over zowel Nederlands - als Belgisch Limburg
- Bond Berg en Dal (Zuid-Limburg)
- Bond Eendracht Born - Echt e.o. (Midden en Zuid-Limburg)
- Bond Eendracht Maakt Macht, Weert e.o. (Midden-Limburg)
- Bond Gerardus (Zuid-Limburg)
- Bond Juliana (Noord-Limburg)
- Bond Maas en Kempen (BE)
- Bond Maasvallei (BE)
- Bond Midden-Limburg (Midden-Limburg)
- "De Lommelse Schuttersgilden" (BE)
- RK Zuid-Limburgse Schuttersbond (Zuid-Limburg)

### Noord-Brabant
De Noord-Brabantse Federatie voor Schuttersgilden kent zes kringen.
- Baronie en Markiezaat
- Kempenland
- Kwartier van Oirschot
- Land van Cuijk
- Maasland
- Peelland

### Gelderland
De Gelderse Federatie telt vier kringen.
- Kring De Achterhoek
- Montferland
- De Liemers
- Rijk van Nijmegen en Betuwe

## Vandaag de dag
Schuttersgilden hebben vandaag de dag geen enkele band meer met politie, leger of het lokale bestuur. De religieuze taken zijn vaak wel behouden gebleven, evenals de sociale taken, zoals het met schutterseer begraven van overleden leden. Ze zorgen voor samenhang in een gemeenschap en vervullen soms taken als het ophalen van oud-papier of -ijzer. In die zin zijn ze vergelijkbaar met fanfares en sportverenigingen.
Er zijn een aantal grotere schutterijen die tot wel 30+ keer per jaar op pad gaan naar onder andere: wedstrijden, bruiloften (meestal 50 en 60 jarige bruiloften), mensen die 100 worden en nog veel meer andere dingen. Ook bij 'lintjes-regen' dat is als je een koninklijke onderscheiding krijgt, komt het gilde vaak opdagen. Soms houden ze ook vlooienmarkten, kofferbak verkoop en dat soort activiteiten om geld voor hun clubhuis, uniformen en materialen op te halen.
Sommige schutterijen hebben moeite om hun vereniging actief te houden. Voor veel verenigingen is de aantrek van nieuwe en jeugdige leden een probleem. Een actief ledenbestand is echter onontbeerlijk om deze cultuurhistorische traditie in stand te houden. Met initiatieven als het Kinjer-OLS en de Sjöttesjoel wordt reeds getracht om dit te bewerkstelligen.

### Levend archief
Door hun lange geschiedenis zijn schuttersgilden vaak een levend archief. Niet alleen worden documenten (ledenlijsten, koopaktes) uit het verleden zorgvuldig bewaard, ook de zilverschat is van grote historische waarde. Deze zilvercollectie bestaat allereerst uit een (vaak eeuwenoude) koningsvogel, die als wisseltrofee geldt voor de schutterskoningen. Deze symboliseert de houten vogel die de koning heeft afgeschoten. Het is traditie dat elke koning een zilveren gedenkschild laat maken, met op zijn minst zijn naam en het jaar van het koningschap. Zo wordt er elk jaar een schild aan de collectie toegevoegd. Ook elke keizer laat een schild maken. Op die manier ontstaat er een uitgebreide zilverschat. In optochten worden de zilveren vogel en de koningsschilden meegedragen door de koning (of zijn helpers bij sommigen gilden zijn er 'zilverdragers'). De historie wordt zo dus letterlijk doorgegeven. De ouderdom van een gilde wordt vaak ontleend aan oude schilden of aan de koningsvogel.
- Polygoonjournaal: Bondsfeest Zuid-Limburg te Heerlen, augustus 1949

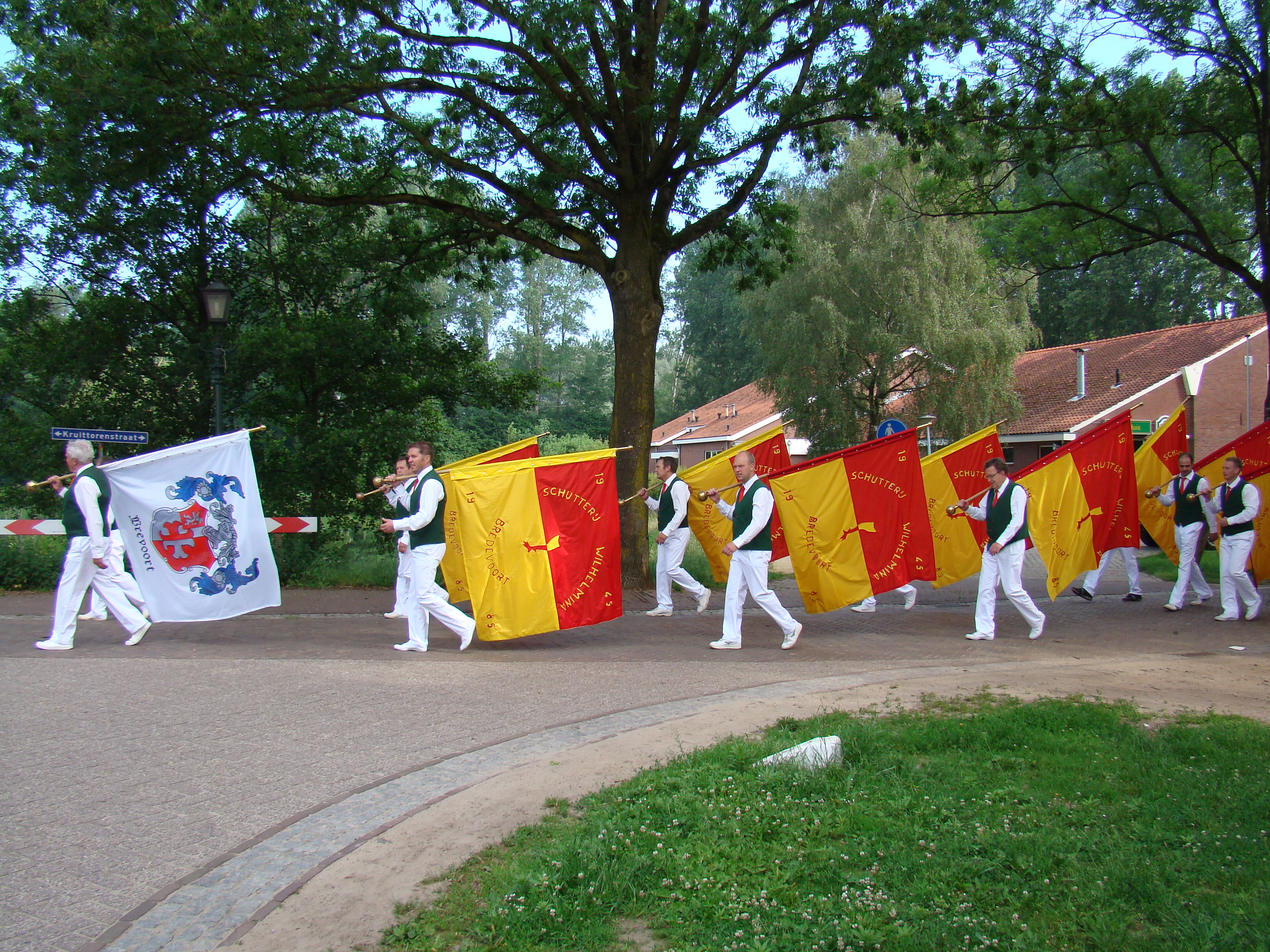
Schutterij Wilhelmina in Bredevoort
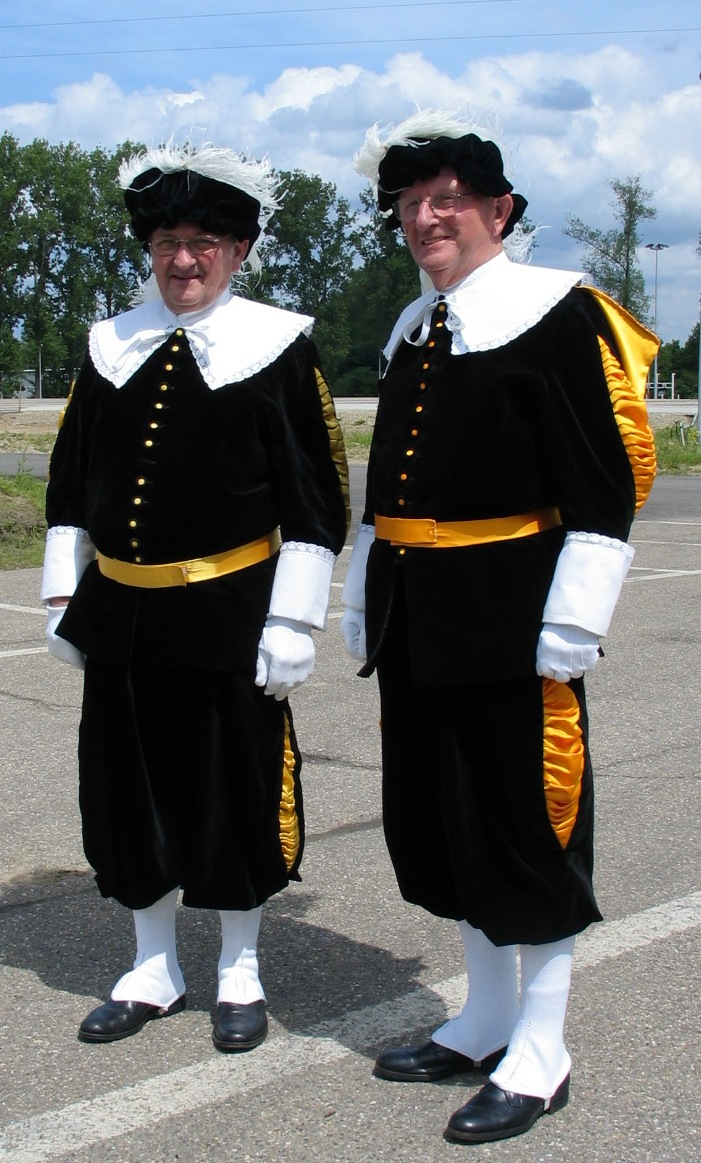
Leden van de schutterij Sint-Sebastiaan uit Sint-Huibrechts-Lille (21 mei 2005)
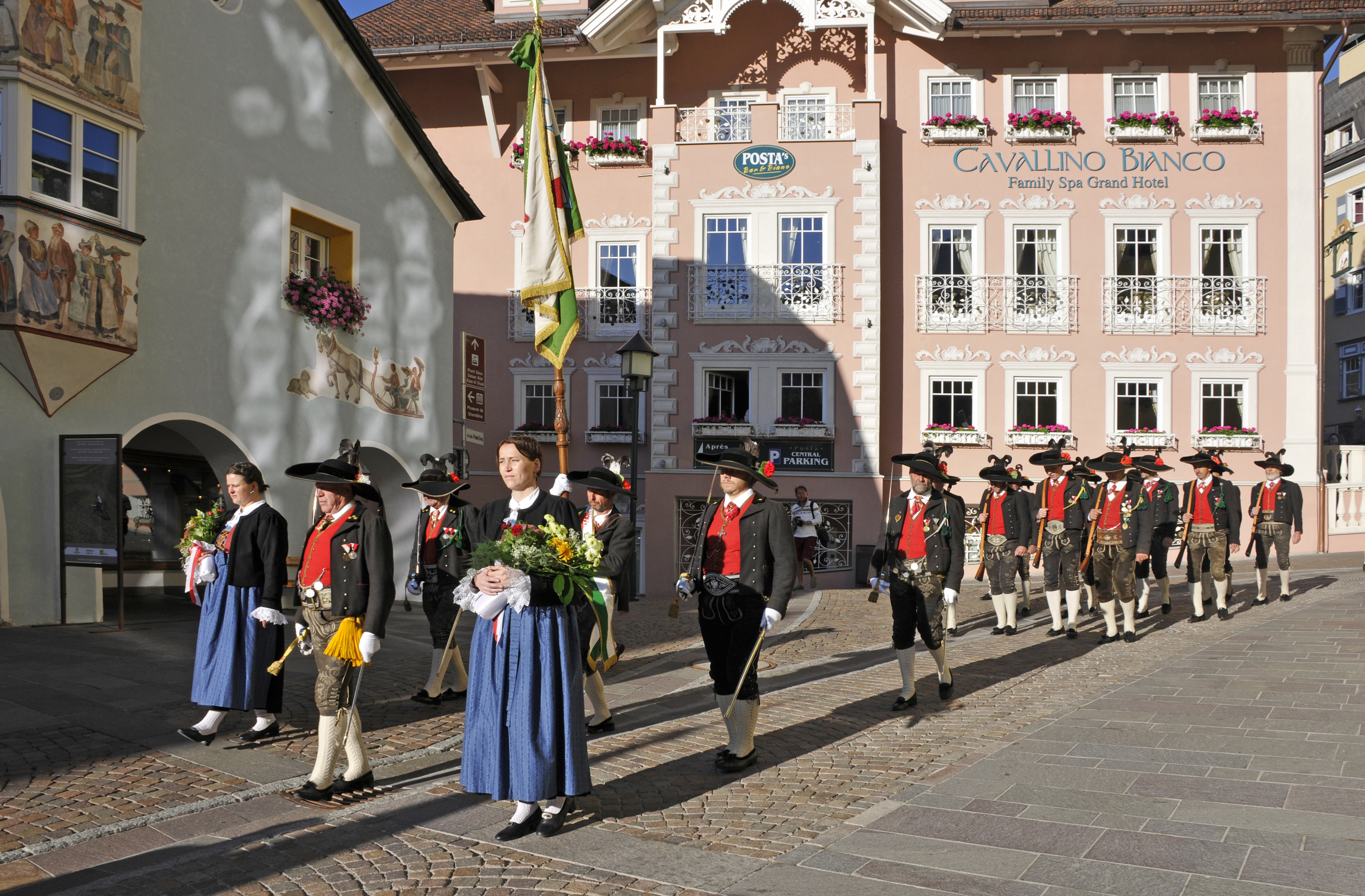
Schuttersoptocht in Tirol
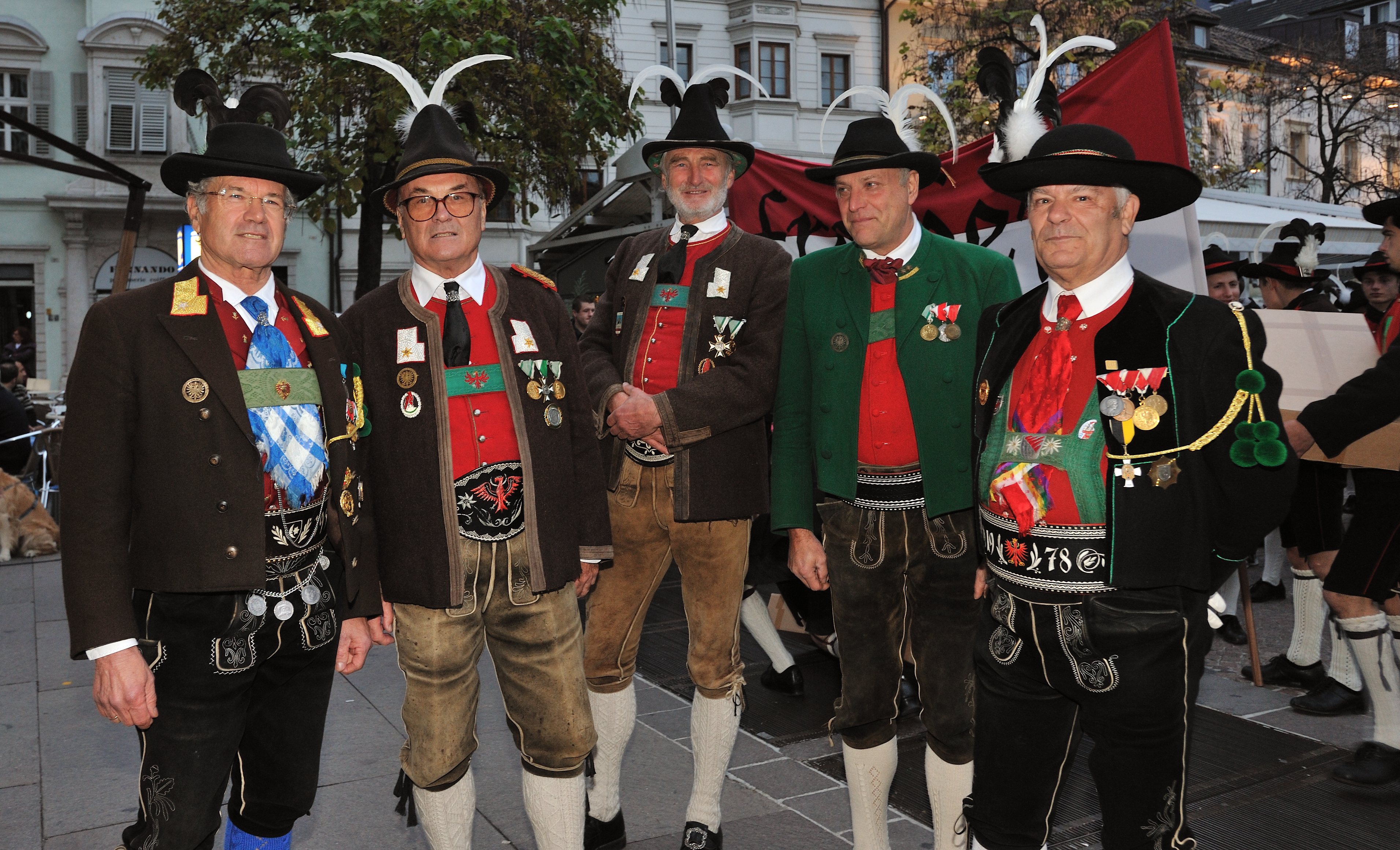
Schutters in Tirol
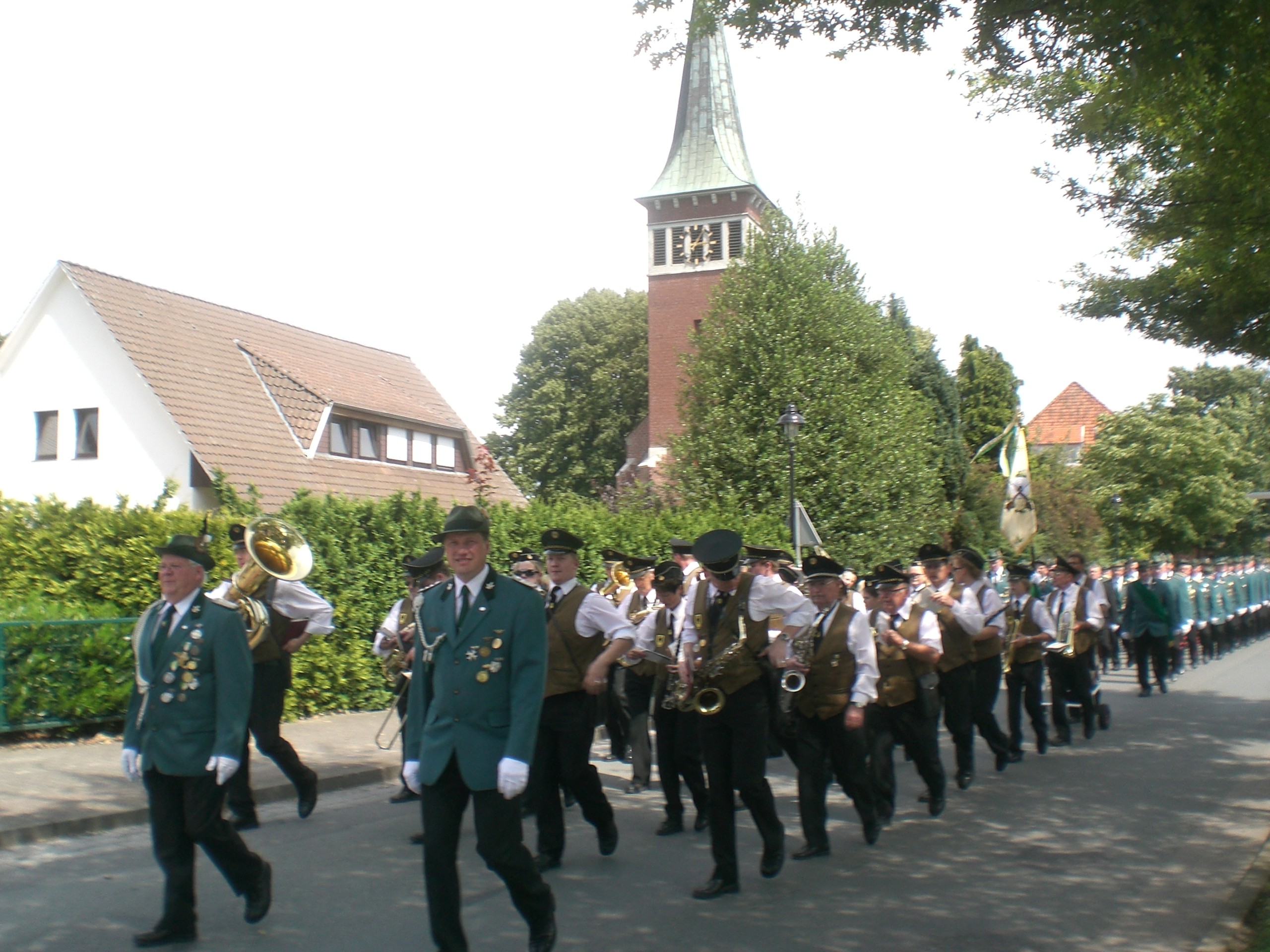
Rüschendorf
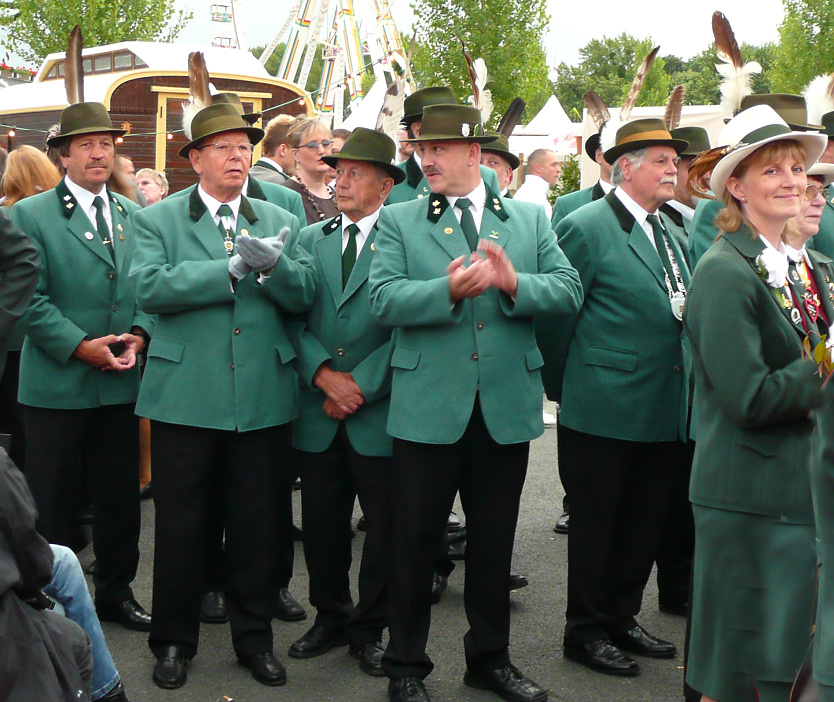
Hannover
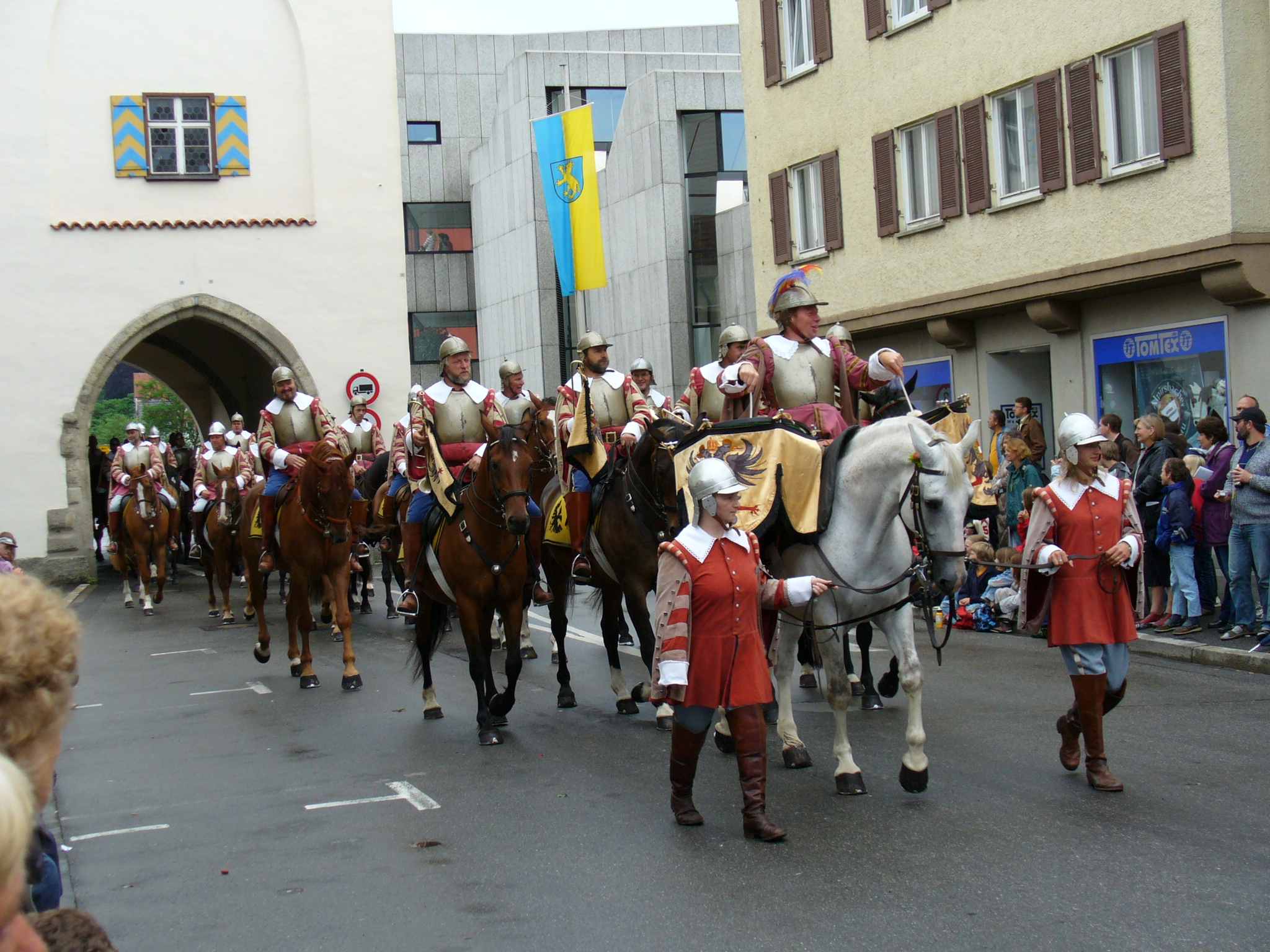
Biberach
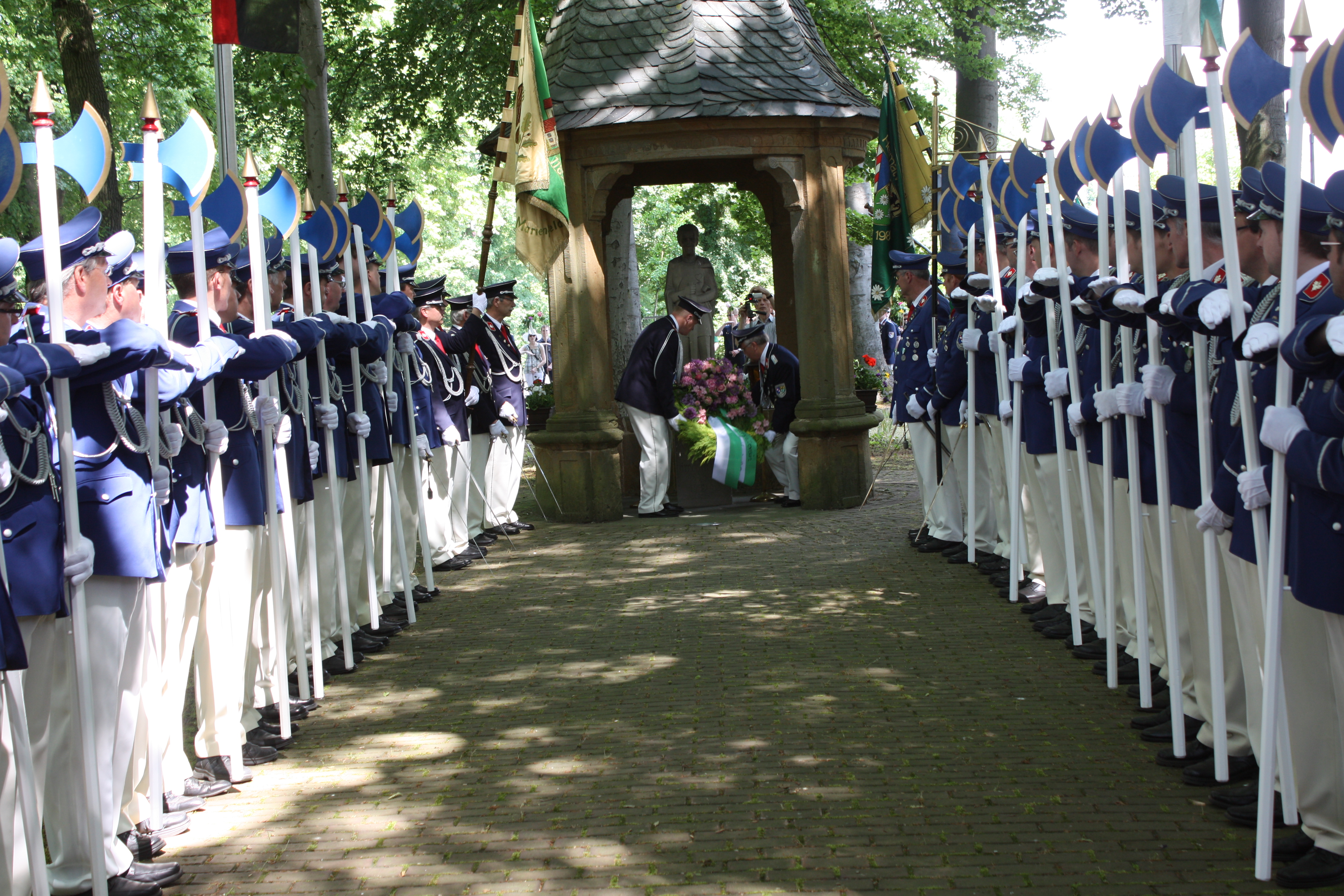
Kransneerlegging voor de gevallenen, Marienfeld
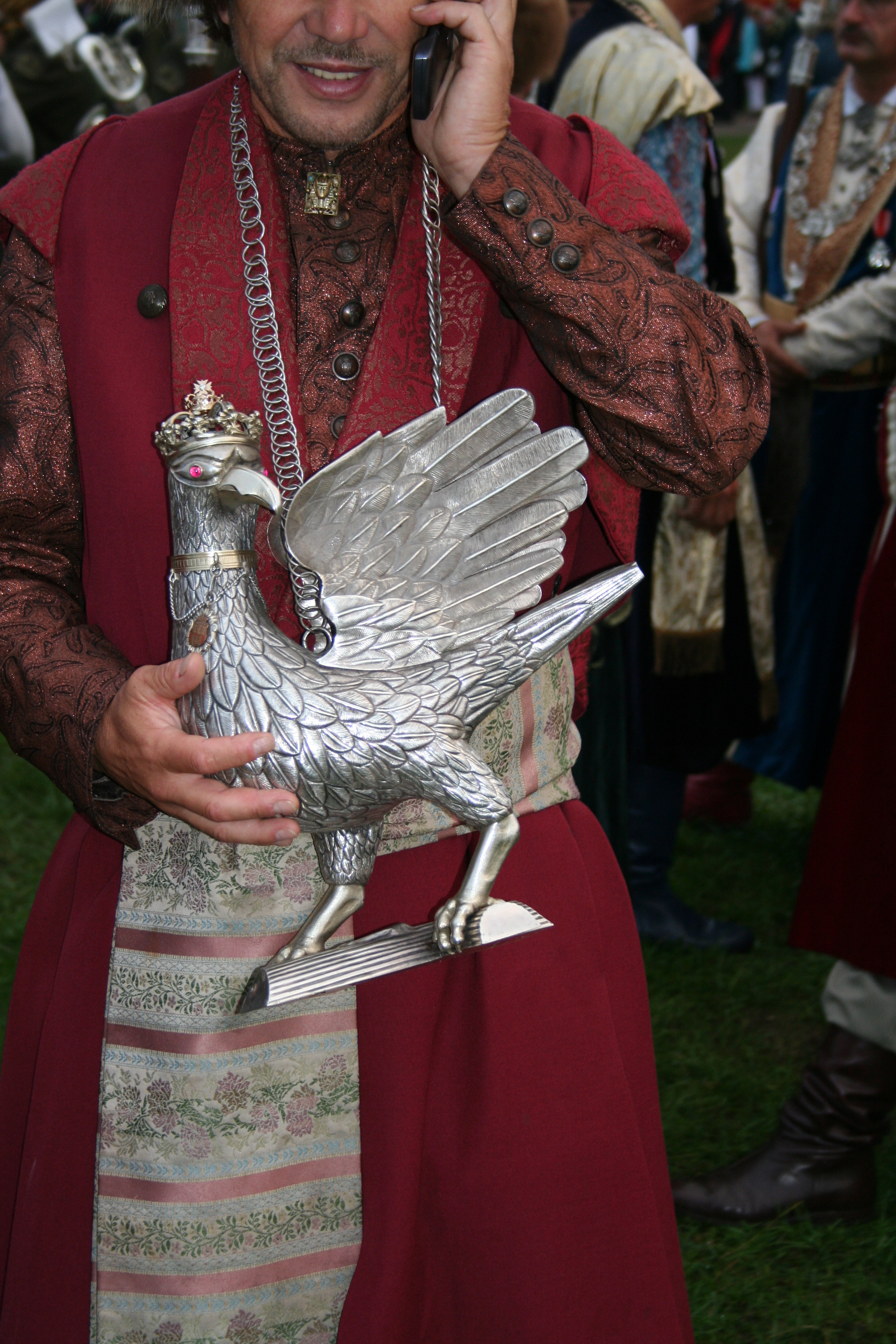
Poolse schutterskoning met zilveren vogel